# Великий Шантар
54°57′00″ пн. ш. 137°43′00″ сх. д. / 54.95° пн. ш. 137.71666666667° сх. д.
Великий Шантар (рос. Большой Шантар) — найбільший острів Шантарського архіпелагу розташований на північ від материкових заток Академії і Тугурської і Тугурського півострова у західній частині Охотського моря. Між материком і Великим Шантарем розташовані острови Біличий і Малий Шантар. Довжина і ширина — близько 70 км. Територія Тугуро-Чуміканського району Хабаровського краю Російської Федерації.
Береги, за рідкісним винятком, високі, обривисті та скелясті; найвищі у північно-східній та східній частинах острова. Порізаність берегів незначна, тільки у південну частину вдається велика губа Якшана. На її північно-східному березі розташована гідрометеорологічна станція. Поверхня гориста. Зі схилів гір витікає багато річок і струмків. Схили вкриті переважно хвойними лісами.